# شبيط
الشُبَيْط  أو الحَسْب أو ذيل الثعلب الخشن أو لصاق نوع من العشب. موطنها أروبة ، لكنها معروفة في معظم القارات بأنها أنواع مستقدمة وغالبًا ما تكون حشائش ضارة. فهي نبتة قوية التحمل تنمو في أنواع عديدة من الموائل الحضرية والمزروعة والمضطربة. وهو عشب ينمو بين العديد من أنواع المحاصيل الزراعية ومزارع الكروم والحقول. وقد لوحظت سلالات مقاومة لمبيدات الأعشاب.
وهو عشب حولي بسيقان منتصبة تطول نحو متر. يصل طول شفرات الأوراق إلى 25 سم ولها غمد طويل حول الساق. إزهرارها سنبلي التجميع كثيف يطول نحو 15 سم ويتناقص عند كلا الطرفين. يحتوي على العديد من السنيبلات الصغيرة والشعيرات. تحتوي الشعيرات على أشواك صغيرة متجهة للخلف تساعدها على الالتصاق بالملابس أو فرو الحيوانات، مما يسهل انتشارها.
تستخدم بذور الحشائش في صناعة الجعة في جنوب إفريقيا والعصيدة في ناميبيا. واستخدمت في الهند لمقاومة المجاعة.